# Dabila Uatara
Dabila Uatara (em diúla: Dabila Wattara; em francês: Dabila Ouatarra) foi nobre africano mandinga do século XIX, fagama de Congue. Talvez sucedeu Caracara Uatara. Se sabe que fez invasões no país dos lobis, sobretudo as terras dos uilés e dagaris, nos anos 1880 e foi morto numa destas.